# Cane randagio
(Detective Sato)
Cane randagio (野良犬 ?, Nora inu) è un film del 1949 diretto da Akira Kurosawa.

## Trama
A Tokyo, durante un tragitto su un bus, l'agente di polizia Murakami viene derubato della pistola d'ordinanza; dopo poco tempo la stessa pistola verrà utilizzata per commettere un crimine. L'onore, e quindi il diritto al proprio lavoro e ruolo sociale, sarà salvato solo recuperando l'arma. Comincia un itinerario allucinante alla ricerca del ladro, con la costanza del giusto che supera la fragilità della giovinezza.

## Colonna sonora
1. The Waves of the Danube, Iosif Ivanovici
2. Barcarolle, da I racconti di Hoffmann, Jacques Offenbach
3. Sonatina in C Maggiore, Op.20-1, Friedrich Kuhlau

## Distribuzione

### Data di uscita
È uscito nei cinema giapponesi il 17 ottobre 1949.

### Titolo per l'estero
- Ein herrenloser Hund, Germania Ovest
- El perro rabioso, Spagna
- Kulkukoira, Finlandia
- Le chien enragé, Francia
- O lyssasmenos skylos, Grecia (DVD)
- Revolvern, Svezia
- Stray Dog, USA
- Zablakany pies, Polonia

## Critica
- Il Dizionario Morandini assegna al film quattro stelle su cinque e lo definisce una straziante sinfonia dei bassifondi [1][2].
- Il Dizionario Farinotti gli assegna due stelle su cinque e lo definisce una buona imitazione dei film americani dell'epoca.[3]

## Riconoscimenti
Al Mainichi Film Concours nel 1950, il film vinse 4 premi: 
- Miglior attore (Takashi Shimura)
- Miglior direzione artistica (Takashi Matsuyama)
- Miglior fotografia (Asakazu Nakai)
- Miglior musica (Fumio Hayasaka)

## Citazioni e riferimenti
- Kurosawa ha dichiarato in diverse interviste che ha scritto la sceneggiatura del film basandosi sulle opere letterarie di Georges Simenon, senza però specificare i libri che lo hanno influenzato.[4]
- Nel 1973 è stato girato un remake del film con la regia di Azuma Morisaki; l'ambientazione è passata da Tokyo ad Okinawa.
- "La vicenda trae spunto da un fatto di cronaca che può ricordare Ladri di biciclette, anche se il furto e la drammatica ricerca dell'oggetto indispensabile di un lavoro acquistano significati totalmente diversi" (Aldo Tassone, Akira Kurosawa, Il Castoro Cinema, ISBN 88-8033-015-2)

## Curiosità
- La pistola del protagonista è una Colt calibro 25, modello 1908[4]